# Friedrich Gernsheim

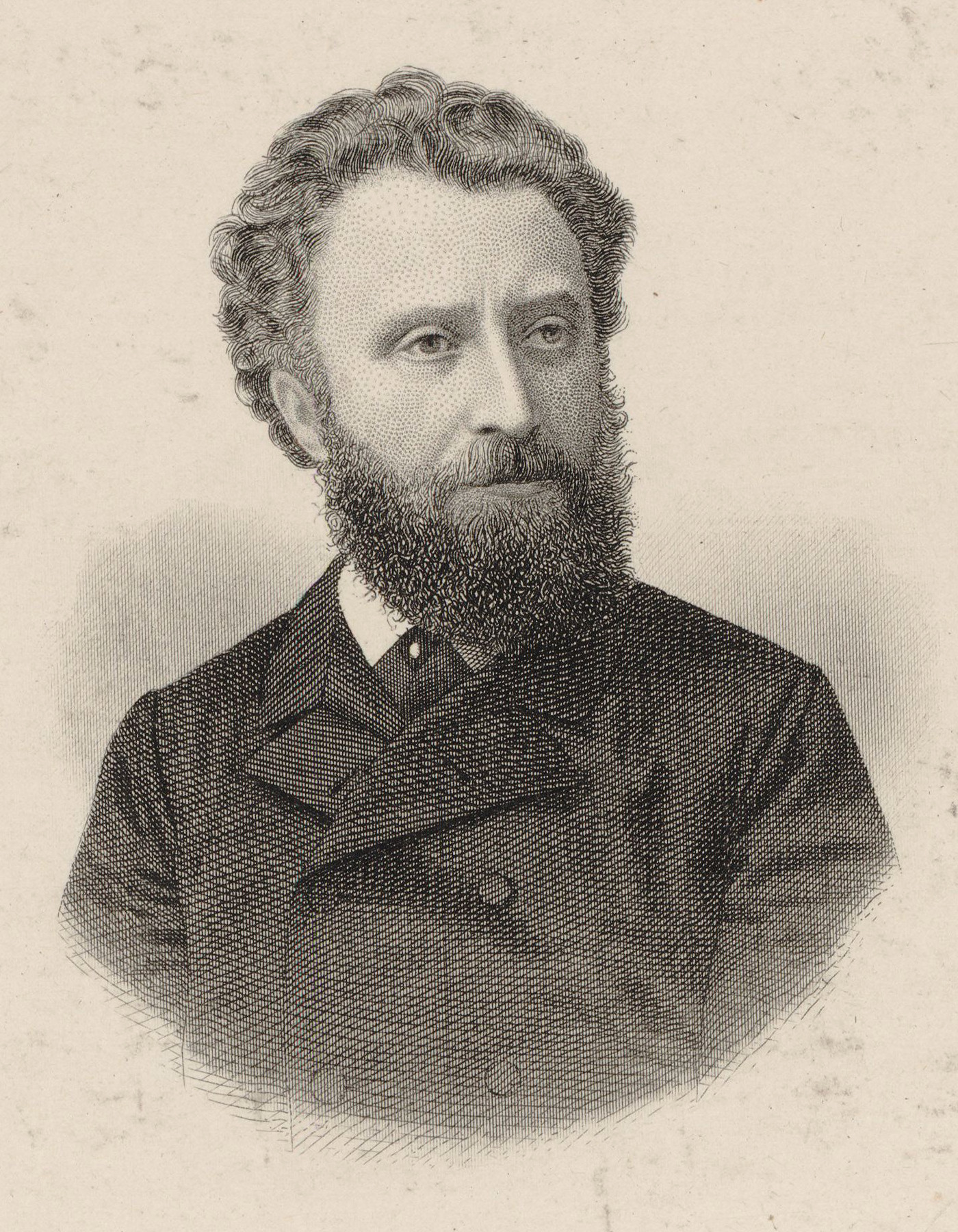
Friedrich Gernsheim

Friedrich Gernsheim, född 17 juli 1839 i Worms, död 10 september 1916 i Berlin, var en tysk tonsättare och pianist.

## Biografi
Gernsheim utbildades vid Leipzigs konservatorium, fick anställningar i Saarbrücken (1861), Köln (1865) och Rotterdam (1874), blev 1890 lärare vid Sternska konservatoriet i Berlin och dirigent för Sternska sångföreningen samt var sedan 1901 föreståndare för en akademisk mästerskola i komposition i Berlin. En känd elev av Gernsheim var Engelbert Humperdinck. Hans färgrika och melodiska kompositioner utgörs av diverse piano- och kammarmusik, fyra symfonier, ouvertyrer, en violinkonsert samt körverk: Salamis och Odins Meeresritt (bägge för manskör, barytonsolo och orkester), Wächterlied (för manskör och orkester), Nornenlied och Phöbus Apollo (bägge för blandad kör och orkester), Agrippina (för altsolo, kör och orkester) med mera. Han stod i vänskaplig kontakt med Johannes Brahms.

## Verklista

### Orkesterverk

#### Symfonier
- Symfoni nr. 1 i g-moll, op. 32, 1875
- Symfoni nr. 2 i Ess-dur, op. 46, 1882
- Symfoni nr. 3 i c-moll ('Miriam' eller 'Mirjam'), op. 54, 1887
- Symfoni nr. 4 i B-dur, op. 62, 1895[1]

#### Pianokonserter
- Pianokonsert i c-moll, op. 16

#### Violinkonserter
- Violinkonsert nr. 1 i D-dur, op. 42
- Violinkonsert nr. 2 i F, op. 86
- Fantasistycke för violin och orkester, op. 33

#### Cellokonserter
- Cellokonsert i e-moll, op. 78

#### Övriga verk
- Zu einem Drama, op. 82
- Divertimento, op. 53

### Kammarmusik

#### Stråkkvartetter
- Stråkkvartett nr. 1 i c-moll, op. 25
- Stråkkvartett nr. 2 i a-moll, op. 31, 1875
- Stråkkvartett nr. 3 i F-dur, op. 51, 1886
- Stråkkvartett nr. 4 i e-moll, op. 66
- Stråkkvartett nr. 5 i A-dur, op. 83